# Klaverutdrag

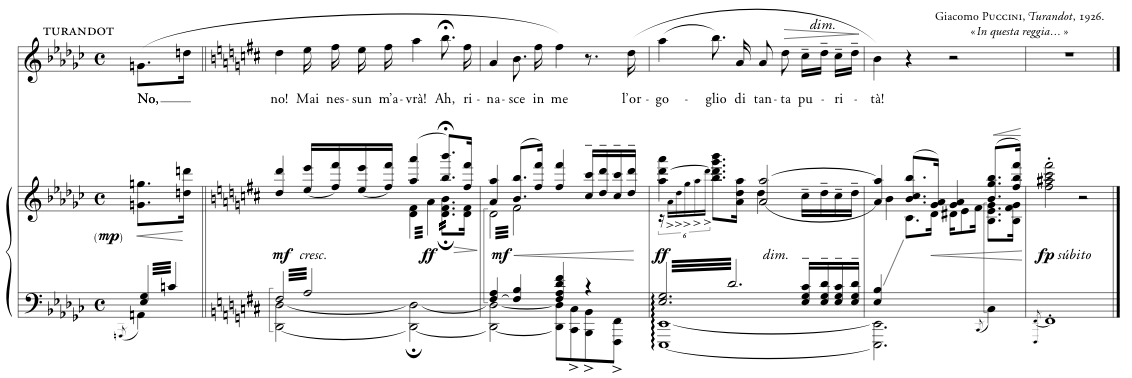
Utdrag av arian In questa reggia ur operan Turandot av Puccini (sångstämma med klaverutdrag)

Klaverutdrag är en transkription eller ett arrangemang av en instrumentalsats, ofta med en eller flera solostämmor eller en körsats. Klaverutdrag användes för ackompanjemang på ett klaverinstrument (piano, orgel, cembalo, etc.) av kören eller solisten/solisterna som ersättning för instrumenten.
Syftet kan vara att repetera inför det egentliga framförandet med musiken i dess originalform, eller för ett framförande under enklare former.